# Зориновка
Зориновка (укр. Зоринівка) — село в Меловском районе Луганской области Украины, недалеко от границы с Россией. Входит в Морозовский сельский совет.
Население насчитывает 480 жителей. На территории села находится железнодорожная станция Зориновка, относящаяся к Юго-Восточной железной дороге (Россия), расположенная на «украинском участке» Гартмашевка — Чертково железнодорожной магистрали Москва — Воронеж — Ростов-на-Дону. Из-за того, что село расположено на границе, оно испытывает проблемы с водоснабжением, поскольку водопровода от других населённых пунктов Украины нет, а поставка воды с территории России порождает бюрократические сложности.